# 大达里
大达里，元朝将领，蒙古散只兀氏（珊竹台氏），纯只海第六子。
兄长塔出袭管军总管，中统初年去世，其母携塔出之子黄头与大达里入见忽必烈，忽必烈让大达里袭兄职，大达里让给侄子黄头，忽必烈于是别授大达里为怀孟军奥鲁总管。中统三年（1262年），参与攻打李璮。至元六年（1269年），参与攻打南宋襄、樊，筑万山堡，有功。至元九年（1272年），参与斩杀宋将张贵，生擒都统副将四人，获战舰二十艘。从大军围安阳堡，忽必烈赐白金、锦段。至元十一年（1274年），樊城降，进攻襄阳，大达里入城说降其守将吕文焕。与伯颜攻克郢州。鄂州、汉州、黄州、蕲州被元朝占据后，伯颜留大达里与郑鼎守蕲州。至元十三年（1276年），大达里改守建德。与宣抚使唆都击败衢、婺等州反元军。至元十七年（1280年），赐金虎符，转任福建道宣慰使兼万户。卒。赠平章政事、柱国、温国公，谥恭惠。其子火者卓，袭总管；帖木儿，吏部郎中；咬住；合剌，万户。